# Kursächsische Postmeile
Die Kursächsische Postmeile war von 1722 bis 1840 eine Längenmaßeinheit außerhalb des Internationalen Einheitensystems.

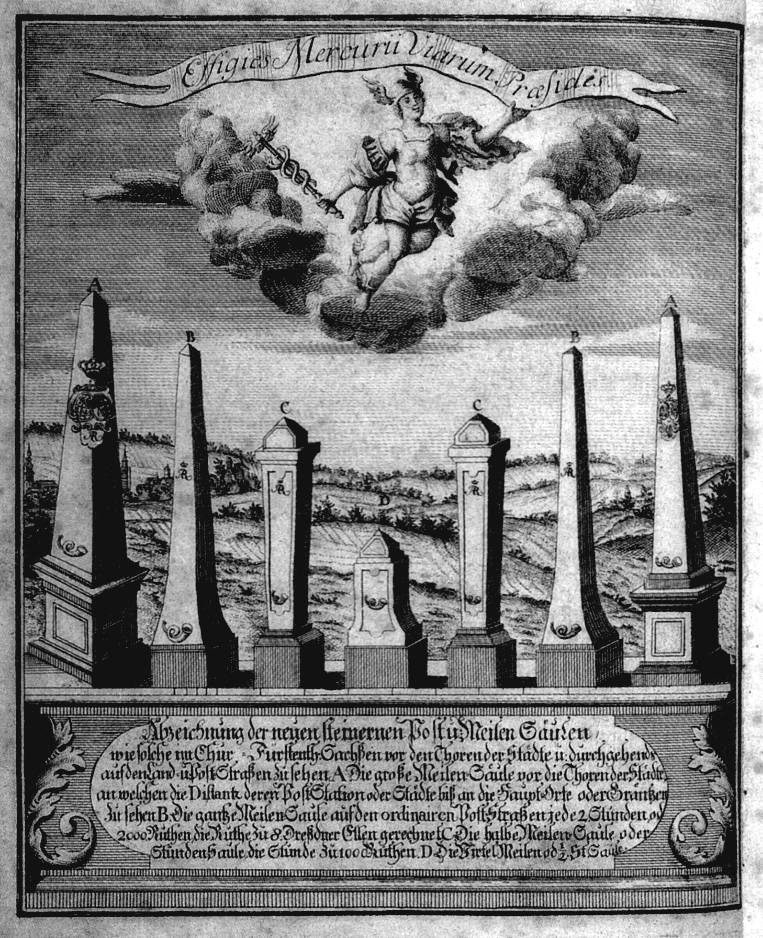
Ansicht verschiedener Arten von Kursächsischen Postmeilensäulen, 1747

## Geschichte
Im Kurfürstentum Sachsen war mit der Landtagsresolution vom 17. März 1722 (Codex Augusteus I. 23.) und dem Beschluss, an den Poststraßen Postmeilensäulen  zu errichten, die Einführung eines im gesamten Kurfürstentum einheitlichen Längenmaßes notwendig geworden. So wurde in der Landtagsresolution auch die Kursächsische Post-(Grenz- oder Polizei-)meile festgelegt. Davor gab es in Kursachsen die unterschiedlichsten Meilen, z. B. die Wendische, Gebürgische, Oberlausitzer oder Meißnische Meile mit unterschiedlichen Längen.
Die von Adam Friedrich Zürner auf Anweisung Augusts des Starken durchgeführte Vermessung des Kurfürstentums konnte durch die Kursächsische Postmeile mit einem einheitlichen Längenmaß durchgeführt werden. Die Vermessungsergebnisse wurden später als Grundlage für die Inschriften auf den Sächsischen Postmeilensäulen benutzt. Bei den Inschriften fand die Längeneinheit Stunde Verwendung, die einer halben Kursächsischen Postmeile entsprach.
Durch die Postordnung für das Königreich Sachsen vom 7. Dezember 1840 legte das Sächsische Finanzministerium die Länge der neuen Postmeile auf 7500 Meter fest.

## Kursächsische Längeneinheiten
verbindlich von 1722–1840; (nach v. Alberti)
| Postmeile | Wegstunde | Straßen- Rute | Elle  | Fuß   | Zoll | Linie | Meter       |
| 1         | 2         | 2000          | 16000 | 32000 |      |       | 9.062,08    |
| ½         | 1         | 1000          | 8000  | 16000 |      |       | 4.531,04    |
|           |           | 1             | 8     | 16    | 192  | 2304  | 0.004,53104 |
|           |           |               | 1     | 2     | 24   | 288   | 0.000,56638 |
|           |           |               |       | 1     | 12   | 144   | 0.000,28319 |